# Cynomops
Cynomops is een geslacht van zoogdieren uit de familie van de bulvleermuizen (Molossidae). De wetenschappelijke naam van het geslacht werd in 1920 gepubliceerd door Oldfield Thomas.

## Soorten
Er worden 9 soorten in dit geslacht geplaatst:
- Cynomops abrasus (Temminck, 1826)
- Cynomops freemani L. M. Moras, Gregorin, Sattler, & V. da C. Tavares, 2018
- Cynomops greenhalli G. G. Goodwin, 1958
- Cynomops kuizha Arenas-Viveros, Sánchez-Vendizú, Giraldo, & Salazar-Bravo, 2021
- Cynomops mastivus (O. Thomas, 1911)
- Cynomops mexicanus (J. K. Jones & Genoways, 1967)
- Cynomops milleri (Osgood, 1914)
- Cynomops planirostris (Peters, 1866)
- Cynomops tonkigui L. M. Moras, Gregorin, Sattler, & V. da C. Tavares, 2018